# Купа (Мачерата)
Купа (итал. Cupa) насеље је у Италији у округу Мачерата, региону Марке.
Према процени из 2011. у насељу је живело 15 становника. Насеље се налази на надморској висини од 507 м.